# Baptiste Germain
Pour les articles homonymes, voir Germain.

a Compétitions nationales et continentales officielles uniquement.

b Matchs officiels uniquement.
Dernière mise à jour le 30 juin 2024.
Baptiste Germain, né le 21 novembre 2000 à Bordeaux, est un joueur français de rugby à XV évoluant au poste de demi de mêlée à l'Aviron bayonnais.
Il remporte le championnat de France en 2021 et 2024 avec le Stade toulousain. 

## Biographie
Baptiste Germain est né le 21 novembre 2000 à Bordeaux. Il commence le rugby en 2007, après un tournoi dans l'école primaire de Sainte-Marie, s'inscrivant dans la foulée au club de Saint-André-de-Cubzac, puis rejoignant deux années plus tard le CA Bordeaux Bègles Gironde avec son père — Francis Germain, ancien rugbyman et entraineur du RCC 3 — qui vient entraîner les jeunes du club béglais,.
En septembre 2014, il intègre également en parallèle le Pôle espoir de Talence,.
Titulaire d'un baccalauréat section S, il suit ensuite en parallèle de sa carrière sportive un bachelor en commerce international,.

### Carrière en club

#### Débuts à l'UBB (2018-2020)
Lors de la saison 2018-2019, il intègre l'équipe des moins de 21 ans de l'Union Bordeaux Bègles — signant à seulement 18 ans son premier contrat espoir — après avoir gagné plusieurs titres nationaux avec le CABBG en cadets, en tant que capitaine,,.
Il fait ses débuts professionnels avec l'UBB lors de la saison 2019-2020 le 14 décembre 2019, contre le SU Agen en Challenge européen.

#### Essor à Toulouse (depuis 2020)
À l'été 2020, il rejoint le Stade toulousain, arrivant dans la hiérarchie derrière l'international Antoine Dupont et Alexi Balès, voire Théo Idjellidaine,.
Il fait ses débuts avec les Toulousains le 1er novembre 2020, lors d'un match de Top 14 contre le Stade français, entrant en jeu à la 42e minute, à la suite de la blessure d'Idjellidaine.
Dans une saison où le jeune demi de mêlée est notamment freiné par la Covid, dont il est atteint après la préparation estivale, il trouve néanmoins sa place dans l'effectif à partir de février 2021,. Il s'illustre notamment lors du match contre La Rochelle le 27 février 2021 : entrant en jeu à la place de Balès à la 55e minute, alors que son équipe est menée 8-3, son activité, ses percées et son apport dans l'accélération du jeu permettent aux siens de renverser le match et de s'imposer 11-14 à l'extérieur,,.
Devenu un remplaçant régulier pendant la période du Tournoi, il est encore en vue face à Montpelier : après avoir remplacé Balès à la mi-temps, il est l'auteur d'une passe après contact décisive qui offre à Maxime Médard l'essai du 11-16, sans que les Toulousains n'arrivent toutefois à arracher la victoire en championnat,.
Il gagne ainsi en temps de jeu en l'absence de Dupont, et si son passage devant Idjellidaine dans la hiérarchie des 9 est entériné par le départ en prêt à Agen planifié pour ce dernier, il reste dans un premier temps derrière Balès. Mais à la suite du retour du demi de mêlée du XV de France, il semble monter en grade dans l'esprit d'Ugo Mola, devenant le remplaçant de Dupont lors des huitièmes puis les quarts de finale de la Coupe d'Europe,. 
Mais de retour en Top 14 c'est encore dans un rôle de remplaçant qu'il s'illustre, prenant la place de Zack Holmes à l'ouverture, derrière Balès. Lors de cette courte défaite chez Castres, Germain fait montre de l'audace de la jeunesse toulousaine : jouant en 10, il effectue une passe sautée à 5 m de son en-but qui aboutit à une percée de Maxime Marty, Germain arrivant au soutien après un sprint de 50 m, le ballon vivant ensuite dans les mains de Riguet puis Lebel, qui marque l'essai du 26-22,. Germain revêt également le rôle de buteur, passant les deux dernières transformations du match, qui portent le score final à 26-24.
Il est champion de France espoirs en 2021. 
En juin 2022, il s'engage au Biarritz olympique sous la forme d'un prêt pour la saison 2022-2023.
En juin 2023, il retrouve le Stade Toulousain et évolue dès le début de saison au poste de demi d'ouverture, où il a souvent été repositionné lors de sa saison en Pro D2 à Biarritz. Peu utilisé, il quitte le club avant la fin de son contrat et s'engage pour trois saisons à l'Aviron bayonnais.

### Carrière internationale

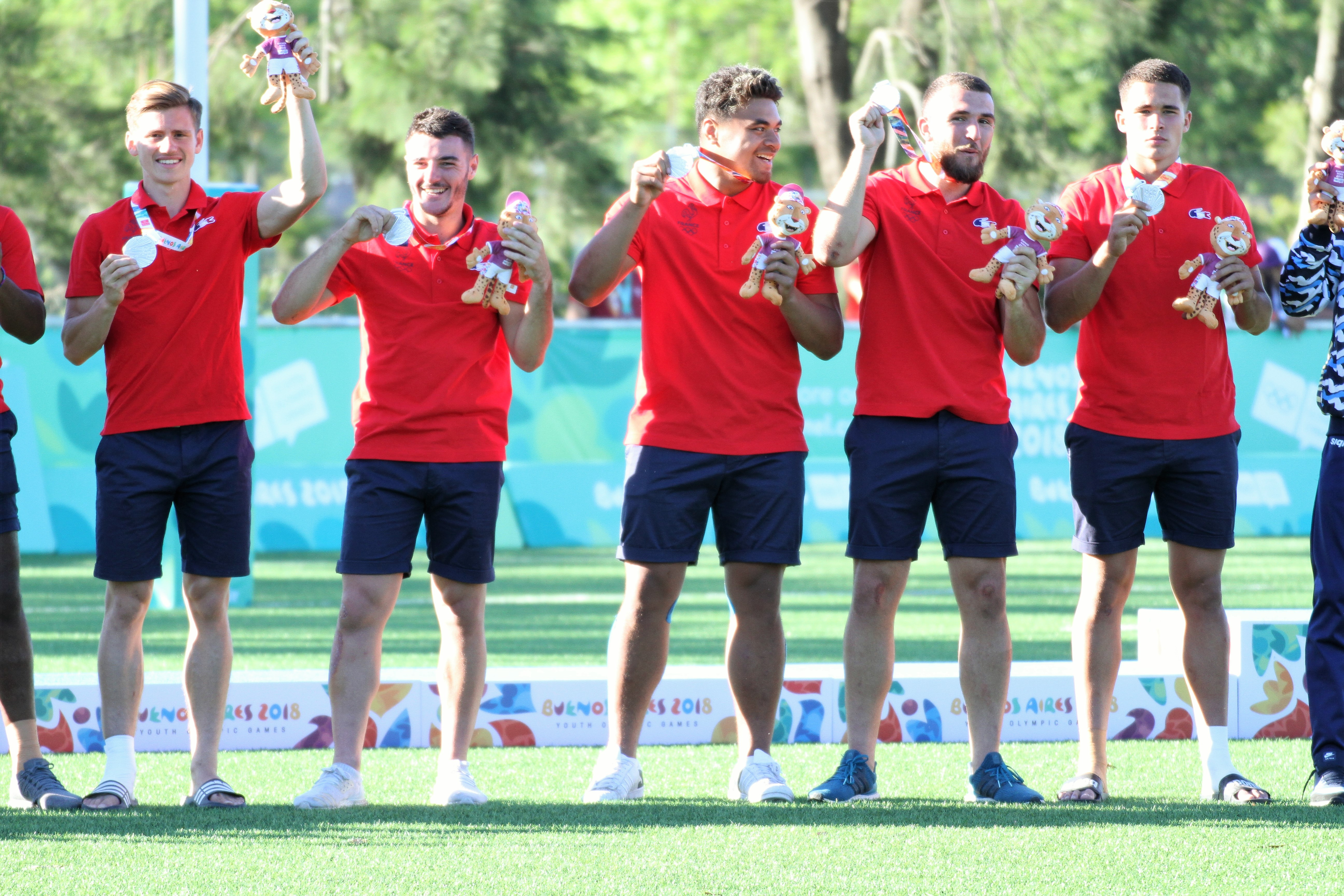
Baptiste Germain, deuxième à gauche, lors de la remise des médailles aux JO de la jeunesse 2018.

En mars 2015, il fait partie de l'équipe de France des moins de 16 ans, où il est l'un des joueurs les plus en vue lors d'un tournoi à Wellington avec la sélection.
En 2017, il intègre l'équipe des moins de 18 ans, remportant avec les jeunes français le championnat d'Europe en 2017, au sein de la génération des Louis Carbonel, Jordan Joseph ou encore Jean-Baptiste Gros,. À l'orée de l'automne, il est également vice-champion d'Europe à sept, toujours aux côtés de Joseph, mais également Calum Randle ou Cheikh Tiberghien,,.
En 2018, il est convoqué à un stage avec les moins de 20 ans, jouant ensuite deux matchs avec les moins de 18, mais devant néanmoins déclarer forfait sur blessure au moment du Tournoi des Six Nations.
Il est en revanche bien présent avec les Bleuets à sept, lors de la victoire européenne qui les qualifie pour les Jeux olympiques de la jeunesse. Lors de la compétition olympique en Argentine, les jeunes français ne sont défaits qu'en finale face aux hôtes du tournoi, après avoir notamment battu l'Afrique du Sud et les États-Unis, avec Germain à la mêlée,,.
Il connaît finalement sa première sélection avec les moins de 20 ans en 2020, titularisé pour un match contre l'Écosse lors du Six Nations,. Bloqué par ses aînés Léo Coly et Quentin Delord pour la Coupe du monde remportée par les Bleuets, il est toujours membre de l'équipe junior l'année suivante, dans un Tournoi interrompu par la pandémie de Covid.

## Style de jeu
Demi de mêlée porté vers l'attaque, il brille par sa capacité à accélérer le jeu et attaquer la ligne adverse ballon en main. Il est considéré comme un joueur d'instinct, capable de sentir les coups, possédant une bonne vision du jeu, mais également un bon jeu au pied, une capacité à plaquer et à buter face aux perches. 
Son profil d'attaquant est ainsi comparée à celui de son coéquipier Antoine Dupont, là où Alexi Balès fait figure de mentor lors de ses débuts à Toulouse,. Son partenaire toulousain Cheslin Kolbe parle de Germain en ces termes : « Baptiste est un jeune joueur de grand talent et plutôt mature pour son âge. Il a la chance d’avoir à ses côtés un joueur comme Antoine Dupont. S’il continue de s’en inspirer en travaillant à ses côtés, il pourrait devenir un joueur aux qualités proches car ils ont quelques similitudes. Il a une très bonne vision de jeu, plaque bien et a des qualités au pied ».

## Palmarès

### En club
- Stade toulousain
  - Vainqueur du Championnat de France en 2021[N 1] et 2024[N 1]
  - Vainqueur du Championnat de France espoirs en 2021

### En équipe nationale

#### Rugby à XV
- France -18
  - Vainqueur du Championnat d'Europe en 2017

#### Rugby à sept
- France -18
  - Vainqueur du Championnat d'Europe de rugby à sept en 2018
  - Finaliste du Championnat d'Europe de rugby à sept en 2017
  -  Vice-champion olympique aux Jeux olympiques de la jeunesse en 2018